# Césarville-Dossainville
Césarville-Dossainville ist eine französische Gemeinde mit 222 Einwohnern (Stand: 1. Januar 2022) im Département Loiret in der Region Centre-Val de Loire. Sie gehört zum Arrondissement Pithiviers und zum Kanton Pithiviers. Die Einwohner werden Césarvillois genannt.

## Geographie
Césarville-Dossainville liegt etwa 48 Kilometer nordöstlich von Orléans. Umgeben wird Césarville-Dossainville von den Nachbargemeinden 
- Le Malesherbois mit Mainvilliers im Norden, Orveau-Bellesauve im Osten und Nordosten und Manchecourt im Südosten,
- Ramoulu im Süden,
- Engenville im Westen und Südwesten,
- Audeville im Nordwesten.

## Geschichte
1973 wurden die bis dahin eigenständigen Kommunen Césarville und Dossainville zusammengeschlossen.

## Bevölkerungsentwicklung
| Jahr                       | 1962 | 1968 | 1975 | 1982 | 1990 | 1999 | 2008 | 2018 |
| Einwohner                  | 326  | 313  | 225  | 230  | 232  | 248  | 213  | 257  |
| Quellen: Cassini und INSEE |      |      |      |      |      |      |      |      |

## Sehenswürdigkeiten
- Kirche Saint-Martin in Dossainville
- Kirche Sainte-Madeleine-et-Saint-Sébastien in Césarville
- gallorömischer Turm Viey
- Schloss und Domäne La Taille in Dossainville